# Зліт Персеполю
Зліт Персеполю (Persepolis Rising) — науково-фантастичний роман Джеймса С. А. Корі (псевдонім Деніела Абрагама і Тая Франка) 2017 року. Сьома книга в серії «The Expanse».

## Зміст
Двадцять вісім років минуло з моменту подій «Попелу Вавилону». Ніхто не чув про адмірала Вінстона Дуарте та його флот протягом десятиліть, відколи вони відокремилися від флоту Марсіанської конгресової республіки та пройшли через ворота Лаконії. Цей час вони провели у системі Лаконії, створюючи вдосконалений флот, використовуючи технологію, що залишилася від творців протомолекули — разом із зразком протомолекули, який вони вкрали у Фреда Джонсона на «Тіхо». Дуарте використовує протомолекулу, щоб значно продовжити своє життя, плануючи стати безсмертним імператором 1300 світів, об'єднаних воротами.
Земля знову в Сонячній системі піднялася на ноги після атаки, яка скалічила планету. Екіпаж старого корабля «Росінант» (Голден, Наомі, Алекс, Амос, Кларісса та Боббі) все ще разом. Вони уклали контракти з Транспортним Союзом, який контролює торгівлю через Повільну зону та світи, до яких ведуть ворота. Отримавши морально сумнівний наказ заблокувати торгівлю цілої системи від голови профспілки Каміни Драммер, повернувшись до «Медіни», Голден і Наомі вирішують піти у відставку та передати командування «Росіантом» Боббі.
Лаконійці надсилають повідомлення, яке сповіщає про кінець їхнього самовільного вигнання. Після цього відправляють через свої ворота величезний, неймовірно розвинутий бойовий корабель «Heart of the Tempest», щоб захопити станцію «Медіна». Лінкор знищує вогневі точки рейкотронних гармат, встановлені в повільній зоні, використовуючи нову магнітну зброю, яка може розщеплювати матерію на атомному рівні, і легко бере під контроль станцію.
Командувач лаконійського флоту Сантьяго Сінгх став губернатором «Медіни». Спочатку Сінгх намагається чесно керувати станцією «Медіна», але після невдалої спроби вбивства він приголомшений і стає параноїком, оскільки ніколи раніше не брав участі в боях. Його накази стають дедалі безжаліснішими, включаючи створення державних в'язниць, суворе обмеження комунікацій, жорстку комендантську годину та цензуру. Сінгх звільняє начальника служби безпеки, викликаючи докори з боку начальства. Екіпаж «Росінанта» стає частиною руху опору на станції «Медіна», який очолює Саба (чоловік Драммер).
«Буря» залишає «Медіну», щоб завоювати Сонячну систему швидким наступом, залишаючи невеликий бойовий корабель «Gathering Storm» для захисту станції, а інший лінкор «Тайфун» відправляється з Лаконії. Екіпаж «Росінанта» допомагає опору з планом викрадення життєво важливих розвідувальних даних про лаконійську армію та їх сучасну зброю. Вони викрадають лаконійські шифрувальні коди, маскуючи свої наміри, використовуючи ретельно встановлену бомбу, щоб відволікти увагу. Повсталі сподіваються, що це змусить лаконійців повірити, що вони скоїли терористичну атаку, а не крадіжку. План йде не так, і Голдену доводиться вручну вмикати сигналізацію станції, щоб не відволікати увагу, це призводить до його захоплення. Однак його втручання має успіх, і лаконійці не усвідомлюють, що їхні коди шифрування викрадено. Це дозволяє решті екіпажу «Росінанта» розшифрувати дані безпеки станції та почати формувати план звільнення Голдена і втечі.
У Сонячній системі «Буря» знищує об'єднані флоти Землі, Марса та Транспортного Союзу. Однак, коли «Буря» використовує свою магнітну зброю, усі в Сонячній системі втрачають свідомість на кілька хвилин. Потім екіпаж «Tempest» виявляє дивний артефакт, який з'явився на борту корабля — сферу з тієї самої плаваючої матерії, яка знищила інопланетну технологію на Ілусі за кілька десятиліть до того. На станції «Медіна» Сінгх допитує Голдена, одного з небагатьох свідків артефакту на Ілусі, і дізнається — ця річ на борту «Бурі» походить від тієї ж раси, що вбила будівельників протомолекули. Розуміючи, що Голден має унікальне розуміння цієї таємничої раси, Сінгх відправляє його до Лаконії.
У Сонячній системі, коли «Буря» перетинає пояс астероїдів, увесь об'єднаний флот остаточно протистоїть йому, використовуючи атомну зброю, яка знищила б будь-який інший корабель. «Буря» якимось чином виживає після нападу. Хоча він більше не використовує свою магнітну зброю, корабель все ще здатний знищити об'єднаний флот. Зрозумівши, що корабель неможливо зупинити, Драммер здається, а уряди Землі та Марса слідують її прикладу, дозволяючи Лаконії взяти під контроль Сонячну систему.
На «Медіні» члени опору розшифровують викрадені ними розвіддані та формулюють план евакуації якомога більшої кількості людей зі станції. Евакуйовані мають рухатися через кільцеві ворота до інших колоній до того, як прибуде «Тайфун». План полягає в тому, щоб Саба звільнив усіх ув'язнених на станції, щоби посіяти хаос, поки рух опору захопить контроль над доками. Тим часом Алекс на « Росінанті» відволікатиме увагу, а група абордажу на чолі з Боббі та Амосом візьме під свій контроль корабель лаконійців, дозволяючи іншим кораблям, що пришвартувалися на станції, втекти. Кларисса та Наомі вимкнуть датчики станції, щоб лаконійці не могли визначити, через які ворота пройшли евакуйовані кораблі.
Хоча перша частина плану спрацьовує, Наомі та Клариссу зраджує подвійний агент опору, повідомляючи Сінгху, який влаштовує засідку. Кларисса використовує свої модифікації надниркових залоз з чорного ринку, щоб убити команду із засідки лаконійських морських піхотинців, але внаслідок цього гине. Боббі очолює штурм «Gathering Storm» і бере під контроль корабель. До неї приєднується «Росінант» та інші, і вони втікають із Повільної зони та ховаються в колонії під назвою «Freehold». Після масштабного збою безпеки Сінгх доручає своєму начальнику служби безпеки знищити решту населення «Медіни». Натомість керівник повідомляє Сінгху, що Дуарте дав йому вказівку вбити за те, що не зміг придушити опір, і стріляє в нього.
Голден прибуває як полонений на Лаконію. Він зустрічає Дуарте і намагається попередити його про небезпеку, яку становить артефакт, що руйнує протомолекули на «Бурі». Дуарте ігнорує його занепокоєння та повідомляє, що планує використати протомолекулу як зброю для правління всім людством, і просить Голдена приєднатися до нього.